# Jo sóc la Juani
Jo soc la Juani (títol original en castellà: Yo soy la Juani) és una pel·lícula catalana de l'any 2006 dirigida per Bigas Luna i protagonitzada per Verónica Echegui i Dani Martín.

## Argument
La Juani (Verónica Echegui) és una noia d'extraradi que decideix escapar del seu entorn desestructurat buscant l'oportunitat de triomfar com a actriu. Per això pren la decisió d'anar a Madrid amb la seva millor amiga (Laia Martí) i deixant enrere tot, incloent el seu xicot Jonah (Dani Martín). Vol triomfar a base del seu cos, costi el que costi.

## Banda sonora original
1. Gasolina, sangre y fuego - Haze
2. Número uno - Ruido
3. Por la noche - La Mala Rodríguez
4. Guetto girl - Dilema
5. Pure morning - Placebo
6. Como en un mar eterno - Hanna
7. Move - Redrama
8. La niña - La Mala Rodríguez
9. La Juani - Facto delafé y las flores azules
10. Tu gatita - JMP
11. Lágrimas - Nikita vs. Ruido
12. Pasan las luces - Facto delafé y las flores azules
13. Deal - Chirie Vegas
14. Duro - Choco Bros
15. La potenzia pa tu carro - Haze

## Repartiment
| Actor            | Personatge          |
| ---------------- | ------------------- |
| Verónica Echegui | Juani               |
| Dani Martín      | Jonah               |
| Laya Martí       | Vane                |
| Gorka Lasaosa    | Nacho               |
| José Chaves      | Pare de la Juani    |
| Mercedes Hoyos   | Mare de la Juani    |
| Ferran Madico    | Productor Olavarría |
| Marcos Campos    | Marcos              |

## Premis i nominacions
| Any  | Premi                                         | Categoria               | Persona          | Resultat   |
| ---- | --------------------------------------------- | ----------------------- | ---------------- | ---------- |
| 2006 | Premi Barcelona de Cinema                     | Millor Actriu           | Verónica Echegui | Guanyadora |
| 2006 | Premi Barcelona de Cinema                     | Millor Director         | Bigas Luna       | Nominat    |
| 2006 | Premi Barcelona de Cinema                     | Millor Fotografía       | Albert Pascual   | Nominat    |
| 2006 | Premi Barcelona de Cinema                     | Millor Muntatge         | Jaume Martí      | Nominat    |
| 2007 | Cercle d'Escriptors Cinematogràfics (Espanya) | Premi Revelació         | Verónica Echegui | Nominada   |
| 2007 | Premis Goya                                   | Millor actriu revelació | Verónica Echegui | Nominada   |
| 2007 | Milan International Film Festival             | Millor actriu           | Verónica Echegui | Guanyadora |
| 2007 | Premis Sant Jordi                             | Millor actriu espanyola | Verónica Echegui | Guanyadora |
| 2007 | Unió d'actors (Espanya)                       | Categoria Femenina      | Verónica Echegui | Nominada   |

### Anecdotari
- Aquesta pel·lícula és la primera d'una trilogia. La segona és Di Di Hollywood, estrenada l'octubre de 2010 i protagonitzada per Elsa Pataky.
- Els exteriors de la pel·lícula van ser rodats en la seva majoria a Madrid, Tarragona, Reus i Torredembarra.